# Betakaroten
Betakaroten, β-karoten (C40H56), er en terpenoid og antioxidant som er et forstadie til A-vitamin (provitamin A). Betakaroten findes i grøntsager såsom gulerødder og grønkål.
| Organisk kemi | Spire Denne artikel om organisk kemi er en spire som bør udbygges. Du er velkommen til at hjælpe Wikipedia ved at udvide den. |